# Georg von Carnap-Quernheimb
Georg Hans Karl Wennemar von Carnap, ab 1865 von Carnap-Quernheimb (* 16. September 1826 in Neuruppin; † 15. April 1910 in Berlin-Friedenau) war ein preußischer Generalleutnant.

## Leben

Das Stammwappen der Familie von Carnap

### Herkunft
Er entstammte dem Adelsgeschlecht von Carnap und war der Sohn des preußischen Generalmajors und Gutsbesitzers Carl von Carnap (1790–1869) und der Charlotte von Quernheimb (1788–1878), Tochter westfälischen Gutsherrn auf Ober-Behme Friedrich Wilhelm Freiherr von Quernheimb.

### Militärkarriere
Carnap besuchte das Gymnasium in seiner Heimatstadt und war anschließend Kadett in Potsdam und Berlin. Am 10. August 1843 wurde er als charakterisierter Portepeefähnrich dem 23. Infanterie-Regiment der Preußischen Armee überwiesen.
Im Jahr 1865 diente Carnap als Hauptmann im 4. Oberschlesischen Infanterie-Regiment Nr. 63. Am 10. April desselben Jahres erhielt er in Berlin die preußische Genehmigung zur Namen- und Wappenvereinigung mit denen der von Quernheimb.
In den Jahren 1876 bis 1878 war er Kommandeur des 3. Thüringischen Infanterie-Regiments Nr. 71. Daran schloss sich eine Verwendung als Kommandeur des 5. Ostpreußischen Infanterie-Regiments Nr. 41 an, bis Carnap unter Beförderung zum Generalmajor am 11. Juni 1882 zum Kommandeur der 44. Infanterie-Brigade ernannt wurde. Am 26. September 1883 erhielt er den Roten Adlerorden II. Klasse mit Eichenlaub.
Unter Verleihung des Charakters als Generalleutnant wurde Carnap am 6. Juli 1886 zur Disposition gestellt.

### Familie
Carnap heiratete am 2. Oktober 1856 in Neisse Marie Holzheimer (* 8. September 1837 in Posen; † 17. Juli 1918 in Kassel), die Tochter des königlich preußischen Regierungsrats Eduard Holzheimer und der Antonie Eisengraeber. Aus dieser Ehe stammen fünf Söhne und schließlich eine Tochter, darunter der Afrikaforscher Ernst von Carnap-Quernheimb.